# Циркуль и наугольник
Циркуль и наугольник — самые узнаваемые символы масонства. Вместе циркуль и наугольник, как инструменты архитекторов, используются в масонских ритуалах. Некоторые ложи и ритуалы объясняют эти символы как уроки поведения: например, что масоны должны с помощью наугольника ограничивать свои действия и циркулем учиться очерчивать и удерживать себя в пределах всего человечества. Поскольку масонство не является догматическим учением, то не существует общей интерпретации этих или каких-либо ещё символов, которые используются масонством в целом.
Как измерительные приборы, инструменты символизируют суждения и умение распознавать.

## Литера (буква) «G»
В англоязычных странах циркуль и наугольник часто изображаются с буквой «G» в центре. Ей приписываются разные значения. Одно из наиболее широко распространённых толкований гласит, что «G» обозначает Бога (англ. God) и напоминает масонам, что Бог (Великий Архитектор Вселенной) находится в центре масонства. В другом толковании буква «G» означает геометрию (англ. Geometry) — «благороднейшую из наук» и «основу, на которой возведена надстройка масонства и всё сущее».